# Oberdeutsche Schreibsprache

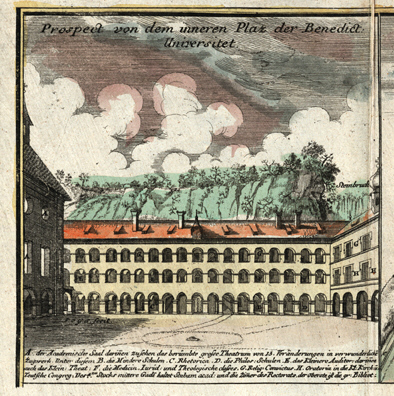
Die Salzburger Benediktiner-Universität, heute Paris-Lodron-Universität, war eines der geistigen Zentren der oberdeutschen Schreibsprache.

Die oberdeutsche Schreibsprache (auch oberdeutsche Literatursprache und Jesuitendeutsch genannt; auch -teutsch, Gemeindeutsch) war eine von ca. 1550 bis ca. 1750 vor allem in katholischen Regionen Süddeutschlands, im Elsass und im Gebiet des heutigen Österreich verwendete Schriftsprache und Dachsprache über die alemannischen, bairischen und ostfränkischen Dialekte der Region.
In dieser Zeit gab es noch keine einheitliche allgemein verbindliche Schriftnorm des Deutschen. Es herrschte eine erbitterte Konkurrenz zwischen dem sächsischen Meißnisch, das von Schreibern in den protestantischen Ländern bevorzugt wurde, und der auch süddeutsche und bairisch-österreichische dialektale Eigenheiten berücksichtigenden oberdeutschen Schreibsprache, die vor allem von Schreibern im mehrheitlich katholischen Bayern und Österreich bevorzugt wurde. Als Vorläufer können die oberdeutschen regionalen Druckersprachen (vor allem die bayerisch-österreichische) der frühneuhochdeutschen Zeit angesehen werden (siehe hierzu speziell →Gemeindeutsch und →Maximilianische Kanzleisprache), doch besteht hier ein fließender Übergang.
In der Schweiz galt in der Frühen Neuzeit eine andere Kanzleinorm, nämlich die alemannisch basierte Eidgenössische Landsprach.
Insbesondere in der Schreibung von Orts- und Personennamen im oberdeutschen Raum haben sich diese Schreibtraditionen und -gewohnheiten teilweise bis heute erhalten.

## Jesuitendeutsch und Lutherdeutsch
Die oberdeutsche Schreibsprache wurde vor allem vom katholischen Klerus, allen voran von den Jesuiten und auch den Benediktinern, in Opposition zum „kursächsischen“ Lutherdeutsch etabliert und hatte bis zur Mitte des 18. Jahrhunderts eine weite Verbreitung. Von protestantischer Seite wurde es deshalb auch als Jesuitendeutsch bezeichnet. Beide Begriffe, sowohl Lutherdeutsch als auch Jesuitendeutsch, sind vor dem Hintergrund der damaligen konfessionellen Konflikte als gegenseitig abwertende Termini (Stigmawörter) zu verstehen. Sprachwissenschaftlich unterschieden sich beide Varianten vor allem durch ihren regionalen Schwerpunkt und auch dadurch, dass man in den katholischen Regionen neue deutsche Wortkreationen eher ablehnte und an den lateinischen, französischen und italienischen Fremdwörtern festhielt.

## Geschichte

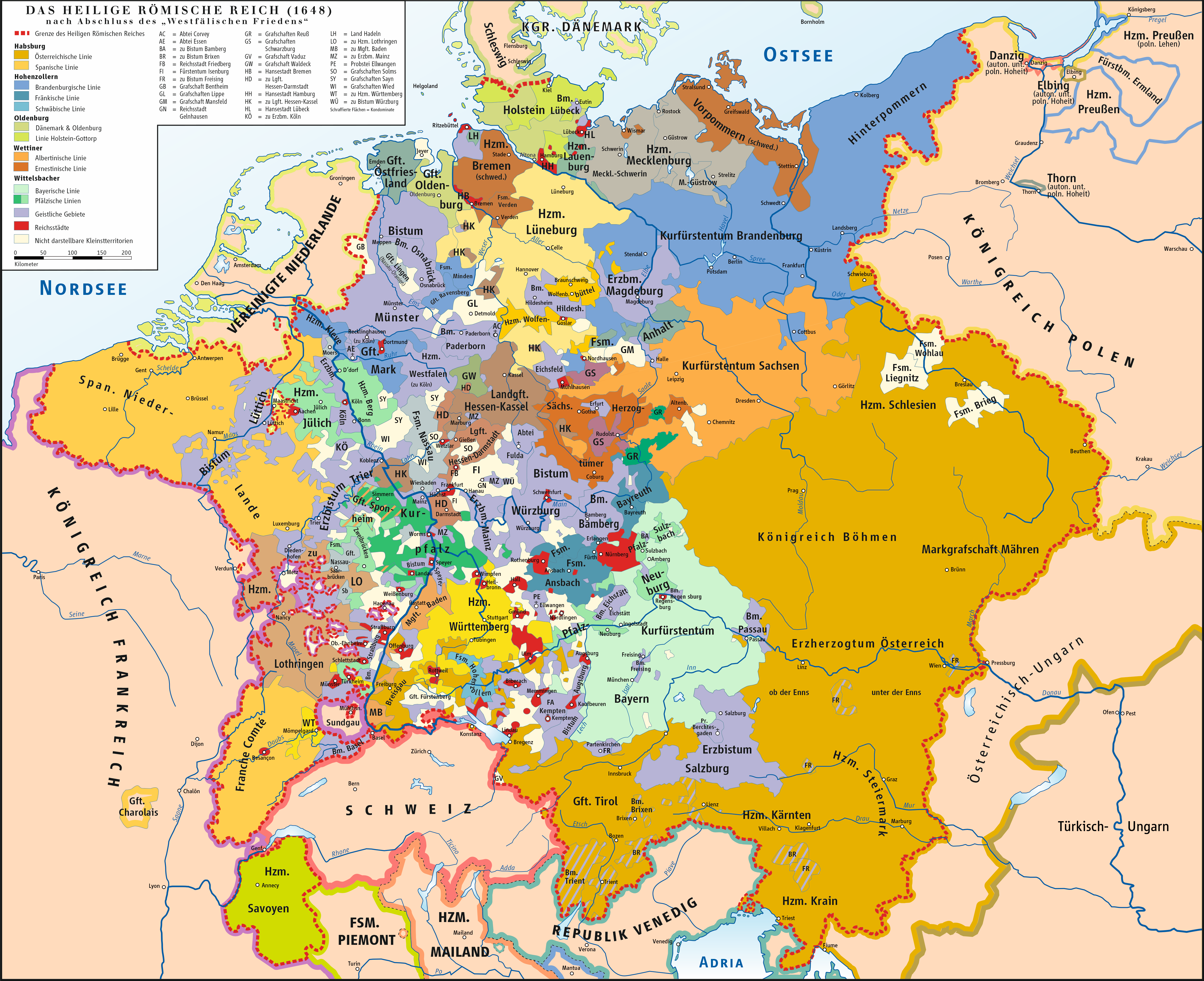
Das Heilige Römische Reich 1648

Nach Ende des Dreißigjährigen Krieges 1648 wurde die Pattstellung zwischen den protestantischen und den katholischen Ländern zementiert. Keine der beiden Seiten konnte auf militärische Art und Weise eine Hegemonie herstellen, und so verlagerte sich der konfessionelle Konflikt zusehends auf die kulturelle und sprachliche Ebene. Schon seit Martin Luther stand die Idee im Raum, eine einheitliche deutsche Schriftsprache zu konstruieren; während sich allerdings im Norden Luthers Deutsch auch in katholischen Gegenden durchsetzte, konnte sich die neue Schriftsprache in den katholischen Gebieten des Südens nicht etablieren.
Im protestantischen Nordosten, vor allem im Kurfürstentum Sachsen sowie in den brandenburgisch-preußischen Ländern, begann man damit, den sprachlichen Ausbau des Deutschen, den Luther begonnen hatte, weiter voranzutreiben. Dies wurde vor allem von den neu entstandenen Sprachgesellschaften wie der Fruchtbringenden Gesellschaft getragen, außerdem von einzelnen Gelehrten und selbst ernannten Sprachpuristen, weniger von politischer Seite.
Im zum großen Teil katholischen Süden hatte die Verbreitung der Lutherbibel ebenso für eine breitere Alphabetisierung und auch zu einer Verbreitung der von Luther geprägten Neologismen gesorgt. Im Zuge der Gegenreformation begannen nun ihrerseits katholische Geistliche, allen voran Jesuiten und Benediktiner, in der Sprache des Volkes zu predigen. Dabei griffen sie ganz dem barocken Zeitgeist entsprechend auch zu aufwändigen künstlerischen Mitteln, wie dem Theater (siehe Jesuitentheater). Neben theologischen Texten entstanden naturwissenschaftliche Werke, Theaterstücke, Lustspiele und Lieder, die in einer dem alemannischen und bairischen Süden eher entsprechenden Schreibform gefasst waren. Daraus entwickelte sich im späten 17. und frühen 18. Jahrhundert die neue oberdeutsche Schreibsprache. Später wurde diese Bewegung auch von dem aufklärerischen Motiv angetrieben, die geschriebene Sprache möglichst nahe dem gesprochenen Idiom der Menschen anzupassen und so einen leichteren Zugang zur Bildung zu ermöglichen. Zwischen 1744 und 1772 wurden sogar acht Grammatiken und Orthographien in 27 bekannten Auflagen für Jesuitenkollegien und -akademien in Süddeutschland, Österreich und Böhmen veröffentlicht, die sich der oberdeutschen Schreibsprache bedienten. Die kaiserlichen Kanzleien hingegen und der Verwaltungsapparat bedienten sich weiterhin der alten konservativen Schreibformen aus der Zeit Kaiser Maximilians I., der Maximilianischen Kanzleisprache.
Die bekanntesten Versuche, der oberdeutschen Schreibsprache mit Hilfe eigener Grammatiken ein Lehrmodell zu verschaffen, stammten von folgenden österreichischen und bayerischen Sprachgelehrten:
- Johann Balthasar Antesperg in Wien: Die kayserliche Grammatick (1747)
- Carl Friedrich Aichinger in der Oberpfalz: Versuch einer teutschen Sprachlehre (1753)
- Johann Siegmund Popowitsch in Wien: Die nothwendigsten Anfangsgründe der teutschen Sprachkunst, zum Gebrauche der oesterreichischen Schulen ausgefertigt (1754)
- Augustin Dornblüth im Breisgau: Observationes oder gründliche Anmerckungen über die Art und Weise, eine gute Uebersetzung, besonders in die teutsche Sprach zu machen (1755)
- Ignaz Weitenauer in Innsbruck: Zweifel von der deutschen Sprache (1763)
- Heinrich Braun in München: Anleitung zur deutschen Sprachkunst, Zum Gebrauche der Schulen in den Churlanden zu Baiern (1765)
- Franz Joseph Bob in Freiburg im Breisgau: Anleitung zur deutschen Rechtschreibung (1768)[6]
- Johann Jakob Hemmer in der Pfalz: Abhandlung über die deutsche Sprache zum Nutzen der Pfalz. 1769.
- Johann Nast in Stuttgart: Der teutsche Sprachforscher. Zeitschrift, 1777–1778.
- Friedrich Carl Fulda in Schwaben: Grundregeln der Teutschen Sprache. 1778.

Entschieden wurde der Sprachenstreit letztendlich in der zweiten Hälfte des 18. Jahrhunderts, nachdem sich die Gottsched’sche Grammatik und Rechtschreibung, die dieser 1748 publiziert hatte, immer weiter durchsetzte. Die Einführung der allgemeinen Schulpflicht in den habsburgischen Erblanden 1774 besiegelte das Ende der oberdeutschen Schreibsprache. Nach dem Siebenjährigen Krieg (1756 bis 1763) war die politische Position der Habsburger so geschwächt, dass ein oberdeutscher sprachlicher Sonderweg nicht mehr möglich schien, und so entschied sich Maria Theresia – nach einem heftigen Streit unter den Gelehrten in Wien – aus realpolitischen Gründen, auch in den habsburgischen Erblanden die Gottsched’sche Variante als Referenznorm einzuführen. Diese neue Schulordnung wurde von ihrem Berater, dem aus Niederschlesien stammenden Augustiner-Chorherren Johann Ignaz von Felbiger, durchgeführt. 1780 wurde diese Entscheidung noch einmal von ihrem Sohn, Kaiser Joseph II., bestätigt und die neue Sprachnorm durch dessen Minister Joseph von Sonnenfels auch für die Beamten der kaiserlichen Verwaltung verpflichtend eingeführt. Sogar Orts- und Personennamen wurden dem neuen Standard angepasst. Einige Spuren der alten Schreibweise, insbesondere im Vokabular, wurden jedoch beibehalten.
Die anderen süddeutschen Staaten, wie Bayern und auch das Erzbistum Salzburg, die bis dahin eine abwartende Haltung eingenommen hatten, zogen daraufhin nach. Damit wurde das Ende des barocken Sprachenstreits um eine allgemein gültige Schriftnorm zu Gunsten der nördlicheren Variante entschieden, welche daraufhin die Basis für das heutige moderne Standarddeutsch wurde.

## Spezifika

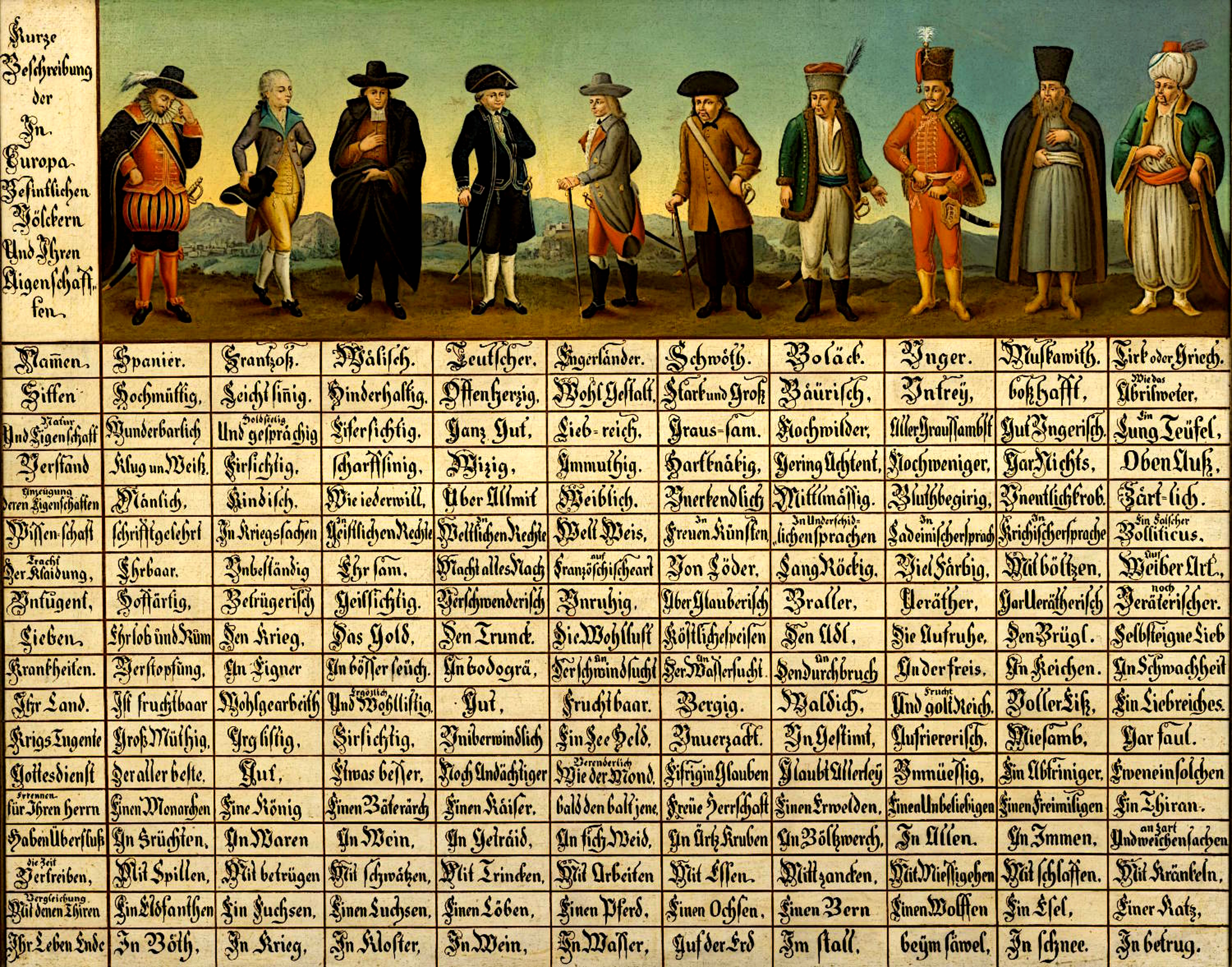
Die steirische Völkertafel (ca. 1720/1730) ist ein Beispiel für die oberdeutsche Schreibsprache.

Die oberdeutsche Schreibsprache hat einige Besonderheiten, sowohl in der Rechtschreibung und vor allem im Vokabular und der Idiomatik, als auch in der Art, gewisse Buchstabenkombinationen phonetisch wiederzugeben. Beispielsweise wird für ein lang ausgesprochenes [iː] kein ‹ie› geschrieben. Die Kombination ‹ie› steht vielmehr für den in den bairischen und alemannischen Dialekten typischen Diphthong. So muss etwa das ‹ie› im Wort „Krieg“ (siehe Bild rechts) als Diphthong gelesen werden (Kriag), ebenso bei „miessiggehen“ (miassiggehen) und „aufriererisch“ (aufriarerisch). Das Wort „blu[e]thbegirig“ wird konsequenterweise ohne ‹ie› geschrieben. Analog zum ‹ie› wurden die oberdeutsche Diphthongierung von u und ü als ‹ue› und ‹ie› wiedergegeben.
Der Buchstabe ‹ö› ist in der oberdeutschen Schreibsprache als helles geschlossenes [e] zu lesen, wie zum Beispiel in „böth“ (Bett), „Schwöth“ (Schwede), „hör“ (Heer), „mör“ (Meer), „erwöhlen“ (erwählen), „frömd“ (fremd). Die Umlaute von /o/ und /u/ werden entweder als ‹ö› und ‹ü› geschrieben oder aber es wird gleich die in den meisten oberdeutschen Dialekten heute noch übliche entrundete Aussprache auch schriftlich wiedergegeben, wie in den Worten „abtrinig“ (abtrünnig) und „erwinscht“ (erwünscht). Diese entrundeten Umlaute werden im Anlaut auch mit ‹y› geschrieben: „ybel“ (übel), „ybrig“ (übrig).
Der Buchstabe ‹e› wird im Auslaut meist weggelassen, wie in „ich hab“, „die Sprach“, „das Aug“ und „die Füeß“ (siehe Apokope).
Das Verb „tun“ wird wie im Dialekt des Öfteren auch periphrastisch verwendet: „nach dem Ersten Werck sehnen thuen“.
Es wird zwischen ‹ai› und ‹ei› unterschieden. Dabei markiert die oberdeutsche Schreibsprache zwei unterschiedliche Diphthonge, die auf zwei unterschiedliche Laute aus dem Mittelhochdeutsch zurückgehen, das ‹ei› in mhd. Wörtern wie „teic“, „weize“, „ih weiz“ und das lange ‹î› in mhd. Wörtern wie „lîp“, „wîz“. In der modernen deutschen Orthographie sind diese Laute im Zuge der neuhochdeutschen Diphthongierung zusammengefallen, so dass sie nicht mehr unterschieden werden, sondern in allen diesen Fällen ‹ei› aufweisen: „Teig“, „Weizen“, „ich weiß“ ebenso wie „Leib“, „weiß“ (Farbe). In den Dialekten sind diese Laute nicht zusammengefallen, und so unterschied die oberdeutsche Schreibsprache einerseits das ‹ai› in „Taig“, „Waizen“, „ich waiss“ vom ‹ei› in „Leib“, „weiß“. In den modernen bairischen Dialekten entspricht Erstgenanntes einem [oa] in „Toag“, „Woazen“, „i woas“, Letztgenanntes hingegen einem [aɪ] in „Leib“, „weiß“. In einigen Fällen lässt sich die Unterscheidung der oberdeutschen Schriftsprache nicht aufs Mittelhochdeutsche zurückführen. So sind beispielsweise die Wörter „Fleisch“, „Geist“, „heilig“ regelmäßig mit ‹ei› geschrieben – gelegentlich auch das Wort „Kaiser“ –, obwohl sie nicht einem mittelhochdeutschen ‹î› entsprechen.
Autoren aus dem südbairischen Raum, etwa aus Tirol, schreiben auch teilweise ein aspiriertes /k/, wie in „khern“ (Kern), „ackher“ (Acker) oder andere südbairische Spezifika, wie „nit“ für „nicht“.
Ein weiteres Merkmal der oberdeutschen Schreibsprache ist, dass teilweise ein Vokabular und eine Idiomatik verwendet wurde, die heute dialektal wirkt und im modernen Standarddeutsch sogar als inkorrekt gilt. Es werden viele lateinische, griechische, französische und italienische Fremdwörter verwendet, die heute oft gar nicht mehr bekannt sind oder einen Bedeutungswandel durchlebt haben.
Eine einheitliche standardisierte Schreibweise hat es aber in dieser Zeit nie gegeben, auch nicht innerhalb der oberdeutschen Literatursprache. Die genaue graphische Umsetzung der Sprache variiert von Schreiber zu Schreiber und teilweise haben auch einzelne Buchdrucker und Verlage einen identifizierbaren Orthographiestil. In der chronologischen Betrachtungsweise ist außerdem ab dem beginnenden 18. Jahrhundert ein gewisser Trend hin zur meißnerischen Schreibweise bei manchen Autoren erkennbar. Bei Texten um das Jahr 1770 findet man deshalb nur noch rund 20 wesentliche linguistische Unterschiede zwischen dem Oberdeutschen und dem Ostmitteldeutschen, wo es hingegen um 1600 noch etwa 40 substantielle Unterschiede gab.
Handschriftliche Quellen weisen dagegen eine deutlich regionalere Schreibung auf als gedruckte Werke. Dies liegt vor allem daran, dass die ersten Buchdrucker im oberdeutschen Raum oft aus dem Rheinland (Mainz) oder Franken (Nürnberg) kamen und von dort mitteldeutsche orthographische Konventionen mitbrachten.
In gewisser Weise leben Rudimente der oberdeutschen Schreibsprache in der nationalen Standardvarietät des Deutschen in Österreich weiter (siehe Österreichisches Deutsch). Auch die Verschriftlichung der oberdeutschen Dialekte folgt bei manchen Autoren noch dieser Schreibtradition.

## Personen

### Autoren
Einige wichtige Vertreter der oberdeutschen Literatursprache waren:
- Jeremias Martius (1535–1585), auch Mertz und März, Augsburger Arzt und erster Übersetzer des Nostradamus „in gemeyne Teutsche Sprach“[11]
- Leonhard Rauwolf (1535–1596), Augsburger Naturforscher, Arzt und Entdeckungsreisender
- Aegidius Albertinus (1560–1620), niederländischer Schriftsteller, Begründer der volkssprachlichen Barockliteratur in Bayern, verfasste und übersetzte einige seiner Werke auf Oberdeutsch, darunter sein Hauptwerk: Der Landstörtzer Gusman
- Joachim Meichel (1590–1637), Lyriker und Übersetzer vom Lateinischen ins Oberdeutsche
- Jacob Balde (1604–1668), elsässischer Jesuit und Dichter, verfasste seine Werke in Neulatein und übersetzte sie teilweise ins Oberdeutsche
- Albert Curtz (1600–1671), bayerischer Jesuit, Schriftsteller, Übersetzer und Astronom
- Johannes Kuen (1606–1675), katholischer Dichter aus Oberbayern
- Georg Philipp Harsdörffer (1607–1658), protestantischer Barockdichter, wandte sich bewusst gegen die opitzianische Sprachvorschrift
- Laurentius von Schnüffis (1633–1702), Vorarlberger Kapuziner, Komödiant, Schriftsteller und Dichter
- Abraham a Sancta Clara (1644–1709), katholischer Prediger und Schriftsteller aus Vorderösterreich
- Johann Beer (1655–1700), Schriftsteller und Komponist aus Oberösterreich, Protestant
- Eusebius Amort (1692–1775), Augustiner-Chorherr und Mitbegründer der gelehrten Gesellschaft „Der bayerische Musenberg“.
- Anton Roschmann (1694–1760), Tiroler Historiker, Latinist und Bibliothekar
- Ignatz Anton Weiser (1701–1785), Salzburger Bürgermeister und Dramatiker
- Andreas Felix von Oefele (1706–1780), Münchner Historiker und Bibliothekar
- Ignaz Weitenauer (* 1709 in Ingolstadt; † 1783 in Salemsweiler bei Salem), bayerischer Philologe, Jesuit und Orientalist
- Franziscus Töpsl (1711–1796), Münchner Theologe und Aufklärer
- Pius Kolb (1712–1762), Schweizer Benediktinerpater und Bibliothekar am Stift Sankt Gallen
- Leopold Mozart (1719–1787); von ihm ist überliefert, dass er sein Lehrbuch für den Geigenunterricht Versuch einer gründlichen Violinschule (Augsburg 1756) mehrmals umschrieb und sich der Druck deswegen sehr verzögerte, um weder von der einen Seite noch von der anderen wegen der verwendeten Schreibform kritisiert zu werden. Er wollte dafür sorgen, dass er nicht mehr hören müsste, „daß nämmlich von keinem Ort ein schönes Buch kommen kan, als von Hamburg und Leipzig.“[12]
- Friedrich Carl Fulda (1724–1788), evangelischer Pfarrer, Philologe und Grammatiker aus Schwaben
- Joseph von Sperg(e)s (1725–1791), Tiroler Kartograph und Staatsarchivar in Wien
- Vincenz Bernhard von Tscharner (1728–1778), Schweizer Politiker, Schriftsteller und Historiker
- Michael Lori (1728–1808), Tegernseer Benediktiner und Professor in Salzburg, Cousin von Johann Georg Lori
- Heinrich Braun (1732–1792), bayerischer Schulreformer, Benediktiner
- Andreas Dominikus Zaupser (1746–1795), bayerischer Rechtsgelehrter, Philosoph und Dialektforscher
- Wolfgang Amadeus Mozart (1756–1791), viele Texte wie etwa die von ihm erhaltenen privaten Briefe sind in einer oberdeutschen Schreibform geschrieben, zuweilen auch im damaligen Salzburger Dialekt.[13]

### Beeinflusste Autoren
Neben den Schriftstellern aus dem oberdeutschen Sprachraum, deren Werke klar der oberdeutschen Literatursprache zuordenbar sind, gab es noch andere Autoren, deren Sprache und Schreibweise stark vom Oberdeutschen beeinflusst ist. Dies lag entweder daran, dass diese Schriftsteller einen längeren Teil ihres Lebens im heutigen Schwaben, Bayern und Österreich, oder auch in Böhmen und Mähren verbrachten, wo sie sich die oberdeutsche Schreibkonvention aneigneten, oder ihre Werke wurden in diesen Regionen erstmals veröffentlicht und vom Verlag in der oberdeutschen Schreibsprache ediert. Bekannte Beispiele dafür sind die Werke von:
- Johann Amos Comenius (1592–1670), Humanist, Philosoph und Pädagoge aus Mähren
- Hans Jakob Christoffel von Grimmelshausen (1622–1676), barocker Schriftsteller, berühmt für seinen Picaro-Roman Der abenteüerliche Simplicisſimus Teütſch

### Befürworter
Wichtige Gelehrte, die im spätbarocken Sprachenstreit für die oberdeutsche Schreibsprache als allgemein gültige, oder zumindest im süddeutschen Raum und im habsburgischen Österreich gültige Schriftnorm Partei ergriffen, waren:
- Gelasius Hieber (1671–1731), bayerischer Augustiner-Eremit, Kanzelredner und Herausgeber des Parnassus Boicus
- Johann Balthasar Antesperg (1682–1765), Sprachwissenschaftler aus Niederbayern und Privatlehrer Josephs II., direkter Gegner Gottscheds in Wien[14]
- Augustin Dornblüth (1690–1760), Gelehrter und Benediktinermönch aus dem Breisgau, erbitterter Gegner Gottscheds
- Janez Žiga Popovic (1705–1774), slowenisch-österreichischer Sprach- und Naturforscher
- Sebastian Sailer (1714–1777), schwäbischer Prämonstratenser und Schriftsteller, dem sogar die oberdeutsche Schriftsprache zu weit weg vom regionalen Idiom war
- Carl Friedrich Aichinger (1717–1782), evangelischer Sprachwissenschaftler aus der Oberpfalz, der mit seiner Grammatik einen letzten Versuch zu einer Kompromisslösung verfolgte
- Johann Georg von Lori (1723–1787), bayerischer Beamter, Historiker und Gründer der Churbaierischen Akademie der Wissenschaften

### Gegner
Die Gegner eines süddeutschen katholischen Sprachseparatismus waren:
- Philipp von Zesen (1619–1689), Schriftsteller und Sprachpurist
- Johann Christoph Gottsched (1700–1766), Gelehrter und Schriftsteller, Begründer des modernen Standarddeutsch
- Johann Christoph Adelung (1732–1806), Bibliothekar und Germanist, hat vor allem die historische Rezeption der oberdeutschen Schreibsprache geprägt. Neben seinen negativen Kommentaren bietet aber sein Wörterbuch eine reichhaltige Quelle zur oberdeutschen Sprache.
- Joachim Heinrich Campe (1746–1818), Schriftsteller und Sprachpurist

## Historische Zitate

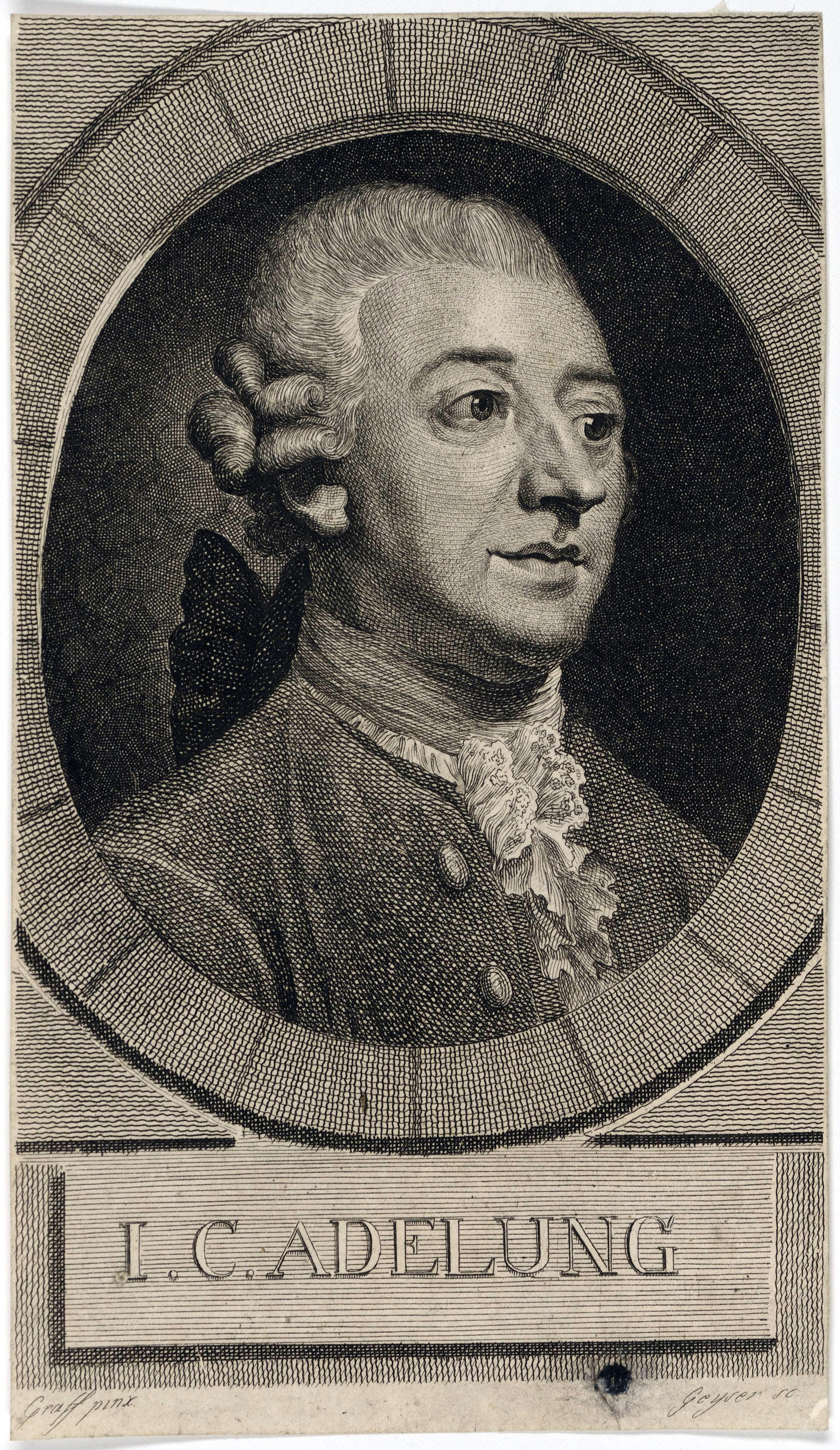
Johann Christoph Adelung hat die polemische historische Betrachtung der oberdeutschen Schreibsprache mitgeprägt

Sebastian Helber beschrieb in seinem 1593 in Freiburg im Breisgau erschienenen Teutsches Syllabierbüchl die Unterschiede der drei damals gängigen Schreibsprachen: „Unsere Gemeine Hochteutsche [Sprache] wirdt auf drei weisen gedruckt, eine möchten wir nennen die Mitter Teutsche, die andere die Donawische, die dritte Höchst Reinische“, wobei er mit der „Donawischen“ die in Bayern, Österreich und Schwaben übliche oberdeutsche Schreibsprache meint, mit der „Höchst Reinische“ die alemannische ohne Diphthongierung und mit „Mitter Teutsche“ die mitteldeutsche.  – Zu den Unterschieden der oberdeutschen Schreibsprache führt Helber unter anderem an: „Wan die Donawischen nach irer Landen aussprache die nechtsvolgende Wort mit ei schreiben, so wöllen sie etwas anders darmit anzeigen, als wan sie die selben also mit ai schraiben und drucken.“
Albert Curtz schreibt im Vorwort seines 1659 erschienenen Werkes Die Harpffen Davids: „Von der Teutschen Sprach / deren wir uns bey Vberlegung diser heyligen Lieder gebraucht / ist wenig zuvermelden / die gantze Arbeit geschicht auff ansuchen / vnd dann zu Geistlichem Nutz / vnd Trost deß Oesterreichischen, Bayerisch: und Schwäbischen Frauenzimmers: dahero hat man sich der in disen Landen vblichen Sprach maistens gebrauchen müssen. Waiß wol daß einem gelehrten Meißner / oder beredten Maintzer schwer / vnd vbelständig fallen solle / die Worte wie sie in disen Reimzeilen begriffen seynd / zuvertrucken. Es hat aber bey vorgemelten Orthen dise Art zureden / so weit vberhand genommen / daß deroselbigen zu widergehen eben so beschwer: vnd vngewonlich fallen solle / als vnformlich dise weiß in Meißen oder an dem obern Rhein lauten mag.“
Die Münchner Aufklärungszeitschrift Parnassus Boicus (1722–1740) beschwerte sich über das Fehlen einer größeren süddeutschen Literatur: „Wie sich nun in unsrem Teutschland / Catholischen Antheils / unsres Wissens noch nichts dergleichen hervorgethan / dahingegen es bey denen Uncatholischen in ihren Buch-Läden von derley Art Schrifften wimmlet […]“
Augustin Dornblüth 1755, Titel seiner Streitschrift gegen Gottsched: Observationes oder gründliche Anmerckungen über die Art und Weise, eine gute Uebersetzung, besonders in die teutsche Sprach zu machen. Wobey die Fehler der bisherigen teutschen Ubersetzungen samt denen Ursachen solcher Fehleren, und daraus erfolgten Verkehrung der teutschen Sprach, aufrichtig entdeckt werden. Nebst einer zu disem Vorhaben unentpärlichen Critic über Herrn Gottschedens sogenannte Red-kunst und teutsche Grammatic, oder (wie er sie nennt) Grundlegung zur teutschen Sprache. Aus patriotischem Eyfer zur Verhütung fernerer Verkehrung und Schändung der ausländischen Bücheren (Augsburg 1755).
Heinrich Braun 1765: „Nach dem Niederdeutschen richten sich schon die meisten übrigen deutschen Provinzen; dahingegen unsere bisherige oberdeutsche Schreibart nirgend anderswo das Glück gehabt hat, Eingang und Beyfall zu finden.“
Maurus Lindemayr 1769: „Im Schreiben wollen wir Sachsen, im Predigen aber Österreicher sein.“
Johann Christoph Adelung 1782: „Die verblühete ältere Schwester sahe vom Anfange an scheel dazu, beneidete die jüngere wegen ihrer Reitze, und suchte sie aus Verzweiflung durch den Vorwurf der Ketzerey verhaßt zu machen. In guten Stunden vergaß sie zwar diese Grille, und fing so gar an, sich nach ihr zu bilden; allein die böse Laune stellte sich bald wieder ein, und dann behauptete sie wohl in allem Ernste, daß ihre Runzeln, ihre steifen und stolzen Blicke und ihre Archaismen regelmäßiger wären, als die sanften Reitze des jungen gefälligen Mädchens. Mit unter schrie sie auch über Despotismus und Tyrraney, obgleich das gute Mädchen nichts weniger als despotisch war, und nur der älteren Schwester, wenn ihr die Coquetterie ihrer jüngern Jahre ankam, zuweilen den Spiegel vorhielt, und sie an ihre Falten und verblühten Reitze erinnerte.“  – Und weiter: „Daß die alte Oberdeutsche Mundart bisher in dem südlichen Deutschlande noch immer die gewöhnliche Sprache der Schriftsteller und des gesellschaftlichen Umgangs der obern Classen ist, ist ein Beweis, daß diese Hälfte des Reichs in der Cultur hinter der nördlichen zurück geblieben ist“ (Adelung, 1782)
Joseph von Sonnenfels beanstandete bei seinem Aufenthalt in Wien im Jahr 1784, dass „die best gekleidete Dame der höheren Gesellschaft so pöbelhaft rede wie ihre Küchenmagd“.

## Textbeispiele
Bei Wikisource sind einige Dokumente in zeitgenössischer oberdeutscher Schreibsprache vorhanden, die einen guten Eindruck von der damaligen gedruckten Sprache liefern. Hier einige Beispiele:

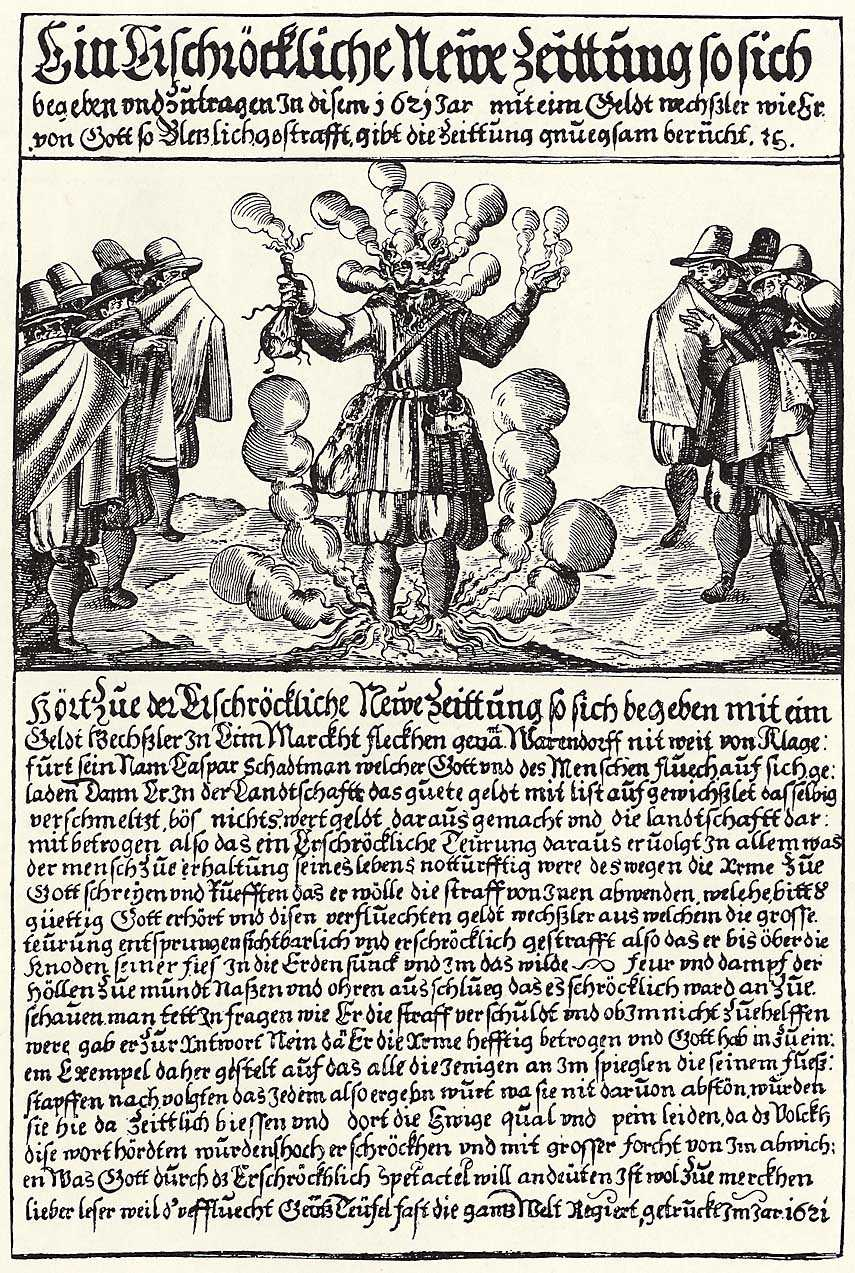
Ein Erschröckliche Newe Zeittung so sich begeben mit eim Geldtwechßler mit südbairischen Merkmalen, wie aspiriertem kh (1621)
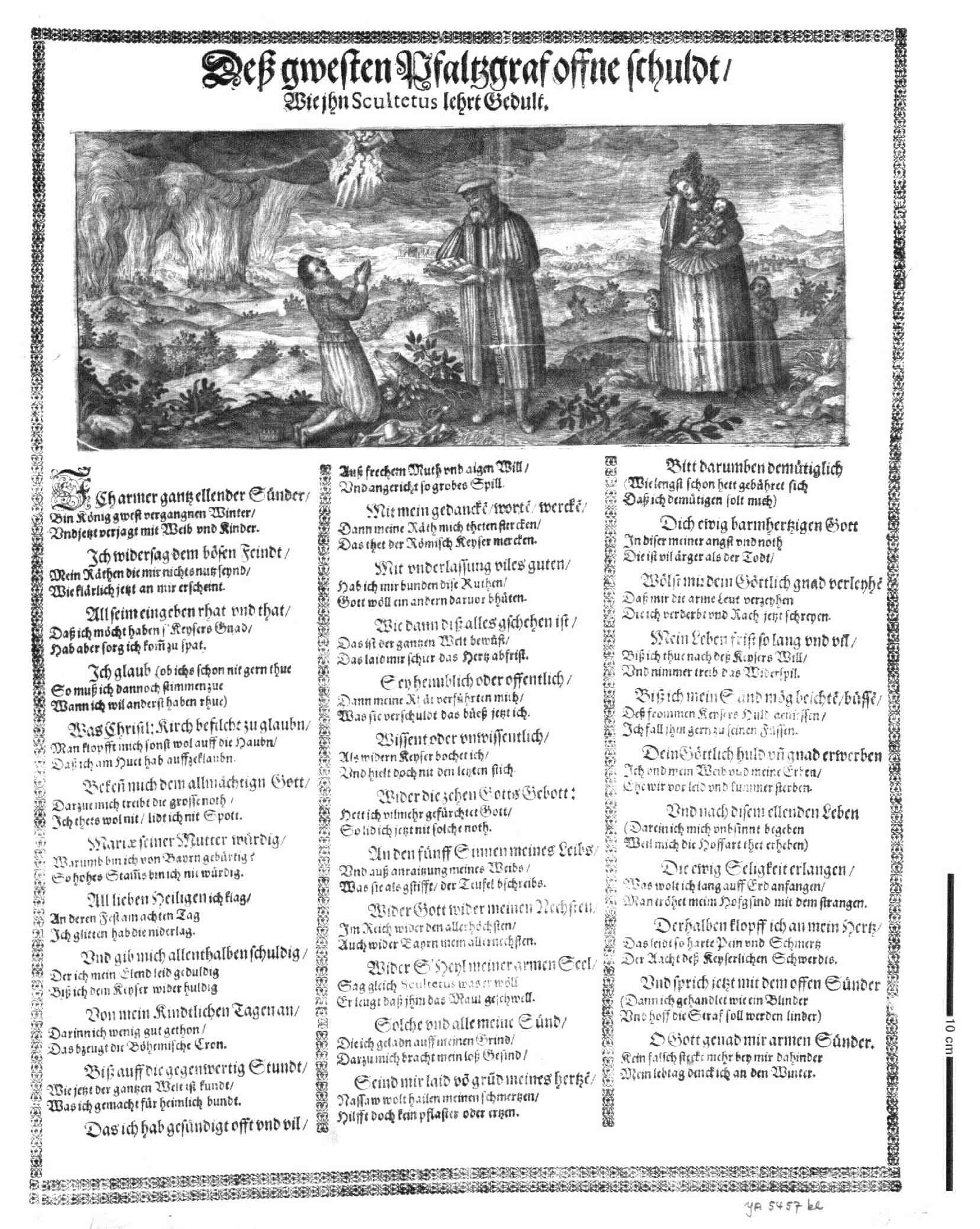
s:Deß gwesten Pfaltzgraf offne schuldt Spottschrift auf den böhmischen Winterkönig (1620)
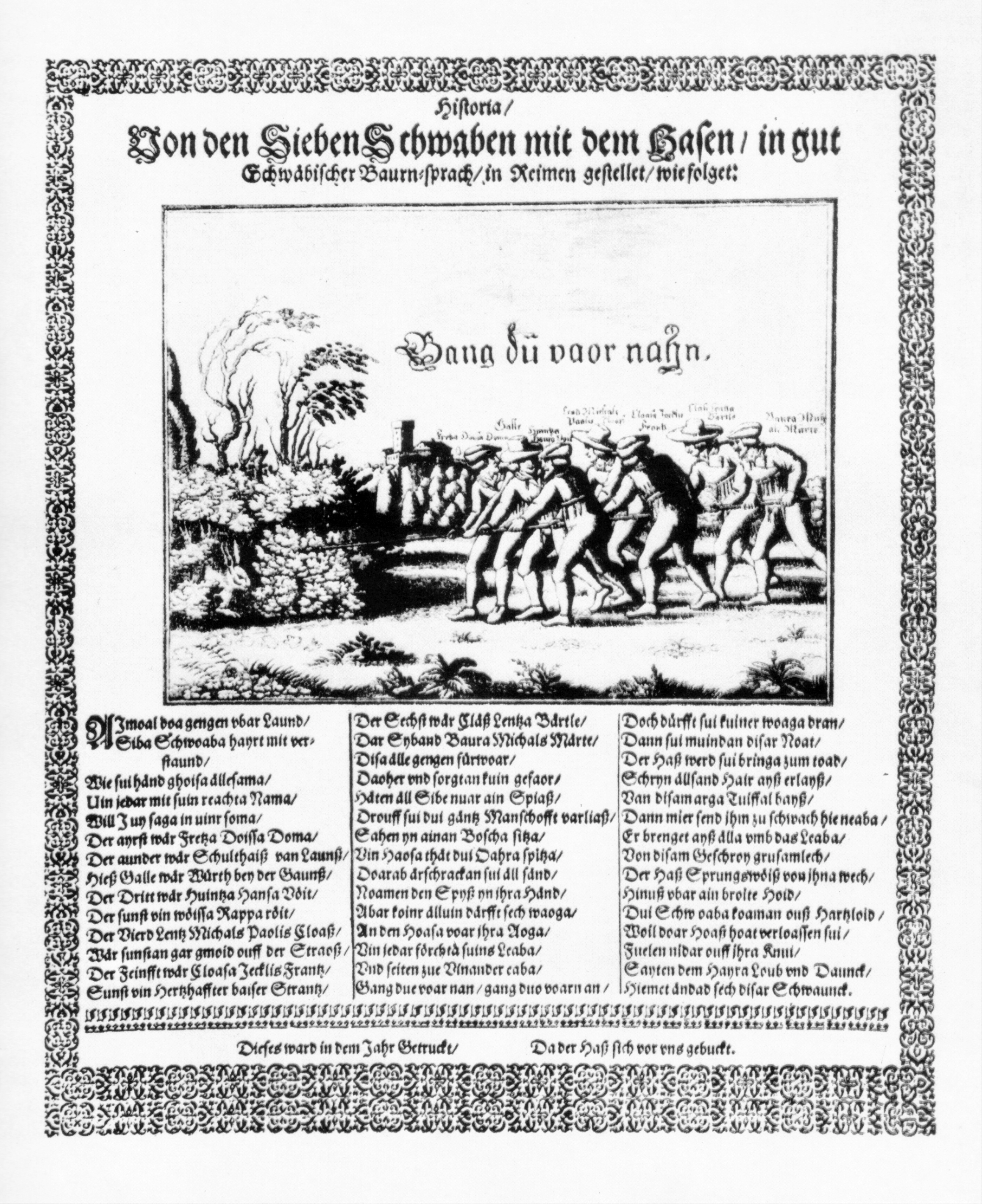
Historia von den Sieben Schwaben mit dem Hasen mit starkem schwäbischem Dialekteinfluss (1640)
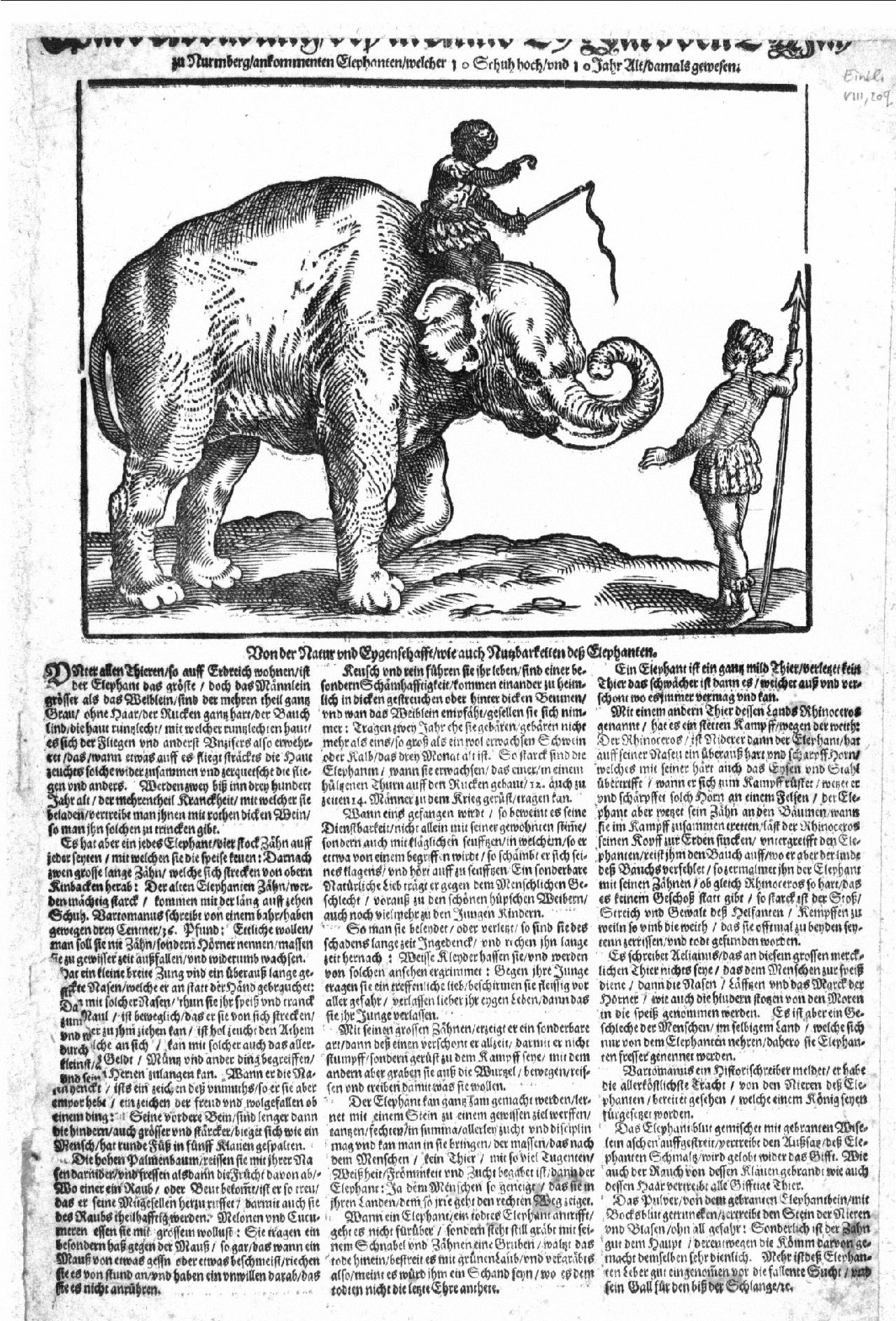
Ware Abbildung deß in Anno 29 Jars den 2 May zu Nurmberg ankommenten Elephanten moderates Oberdeutsch mit mitteldeutschem Einfluss (1629)